# Kinder Surprise
Kinderæg eller kinder surprise, som fabrikanten kalder det, er slik formet som et chokoladeæg. Produktet blev opfundet af William Salice og fremstilles af den italienske konfektproducent Ferrero SpA, som også producerer Nutella (chokoladepålæg) og mælkesnitte. Chokoladeægget består af et tyndt lag mælkechokolade, der udgør ydersiden af ægget, og et tyndt lag hvid chokolade, der udgør indersiden af ægget. Ægget er hult, da der indeni er en såkaldt overraskelse – evt. en slags legetøj, man kan samle, eller en lille figur, der er pakket ind i en gul cylinder. Ægget er pakket ind i hvidt og rødt sølvpapir.
Legetøjet i ægget laves af mange forskellige producenter. Det må ofte sættes sammen af køberen selv efter vedlagt brugsanvisning. På grund af legetøjets små dele er Kinderæg ikke tilladt for børn under 3 år.
Kinderæg sælges over hele verden, med undtagelse af USA, hvor produktet er ulovligt grundet risiko for, at børn kan få legetøjet galt i halsen. Spørgsmålet har også været rejst i Folketinget i 2008 af Enhedslisten i anledning af, at forbundsdagens børnekommission i Tyskland også foreslog et forbud. Fødevareministeren oplyste, at der ikke var fødevaremæssige problemer med produktet, men af Sikkerhedsstyrelsen på forespørgsel havde oplyst, at Kinderægget er CE-mærket og mærket til børn over 36 måneder, hvorved produktet er i overensstemmelse med de væsentlige sikkerhedskrav, der er stillet. Styrelsen ville dog følge udviklingen, såfremt Kinderægget blev forbudt i Tyskland.
Pr. 2017 er det blevet lovligt at sælge æggene i USA.
I mange fængsler over hele verden, er kinderæg ikke tilladt at medbringe eller købe i fængslets kiosk.
Det skyldes at den gule cylinder kan benyttes til narkotikasmugling, internt i fængslet.
I danske fængsler sælges de tomme gule cylindre for flere hundrede Kroner.[kilde mangler]